# Caquelon

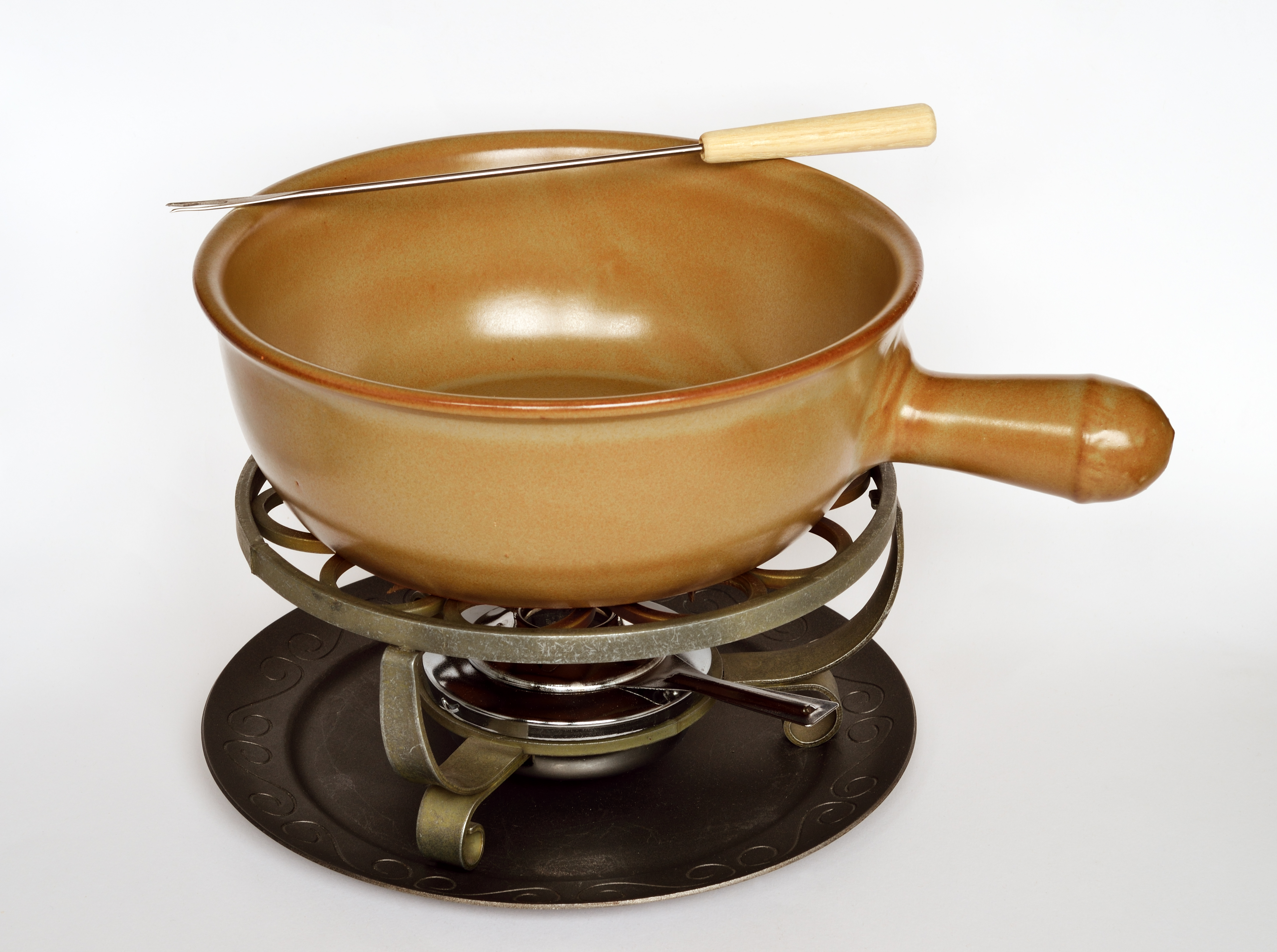
Caquelon auf Rechaud

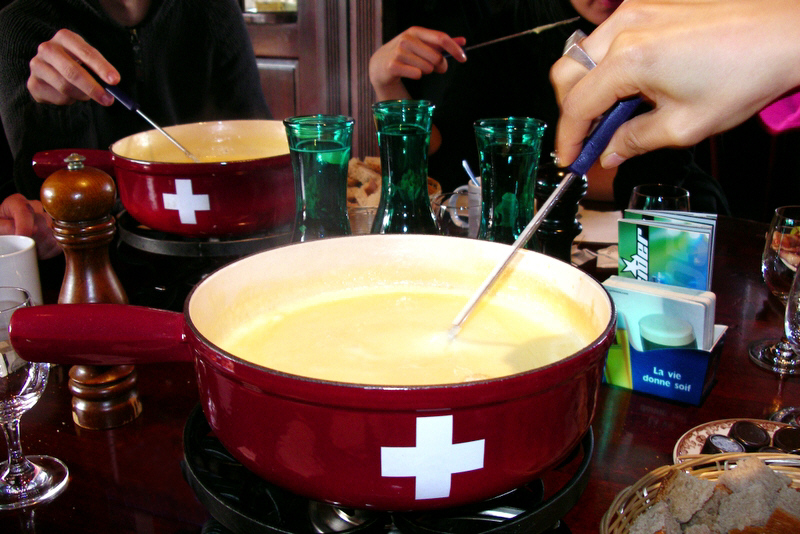
Käsefondue im Caquelon

Das Caquelonⓘ [kak(ə)lɔ̃ː], manchmal auch salopp Gagglon oder Gagglo geschrieben, ist ein Topf zur Zubereitung von Käsefondue.
Das Wort stammt aus dem ostfranzösischen Dialekt, wo es seit dem 18. Jahrhundert nachgewiesen ist. Es handelt sich um ein Augmentativ von mundartlich französisch kakel, das in den heutigen Kantonen Neuenburg, Bern und Jura seit dem 15. Jahrhundert bezeugt und aus deutsch Kachel im Sinne von ‚irdenes Gefäß, Tongeschirr‘ entlehnt ist. Der Begriff ist heute vor allem in der Schweiz, aber auch im französischen Jura, in Savoyen und in Belgien verbreitet. Ein Caquelon besteht am besten aus Steingut, Keramik, Gusseisen oder Porzellan. Dieses Material leitet die Hitze sehr langsam in das Innere des Topfes weiter, wodurch der Käse langsam geschmolzen wird. Qualitativ hochwertige Caquelons bestehen gänzlich aus (emailliertem) Gusseisen.
Typischerweise ist das Caquelon rund und besitzt einen längeren Stiel, mit dem der Topf vom Herd und vom Rechaud gehoben werden kann. Der Boden eines Caquelons sollte eine gewisse Mindestdicke aufweisen, damit der geschmolzene Käse nicht anbrennt, wenn das Fondue am Tisch auf dem Rechaud weiter erhitzt wird.
Wer so selten Fondue isst, dass es sich nicht lohnt, dafür eigenes Spezialgeschirr bereitzuhalten, kann sich auch ohne Caquelon behelfen. Zur Erwärmung von Käsefondue kann man alternativ ein beliebiges Gefäß ohne Antihaftbeschichtung nutzen, da diese beim Rühren beschädigt werden könnte. Das Gefäß sollte etwas niedriger als breit sein und von der Käsemasse nur etwa zur Hälfte ausgefüllt werden, da kräftiges Rühren nötig ist. Alternativ zum Rechaud lässt sich eine Warmhalteplatte oder ein Stövchen einsetzen.